# Viktor Röthlin
Viktor Röthlin (Kerns, 14 oktober 1974) is een Zwitserse langeafstandsloper, die tot de beste marathonlopers van Europa behoort. Hij nam viermaal deel aan de Olympische Spelen.

## Biografie
Röthlin is afgestudeerd als elektronica-tekenaar en gediplomeerd fysiotherapeut. Hij begon met het trainen van langere afstanden, nadat hij ontevreden was na een negentiende plaats op de Europese kampioenschappen in 1998 in Boedapest op de 10.000 m.
Met een tijd van 2:13.36 op de marathon van Hamburg in 1999 en 2:12.53 op de marathon van Rotterdam in 2000 kwalificeerde hij zich voor de Olympische Spelen van Sydney in 2000. Daar behaalde hij op de olympische marathon een 36e plaats. Op de marathon tijdens de wereldkampioenschappen van 2003 in Parijs veroverde hij een veertiende plaats. Op de Spelen van Athene in 2004 vertegenwoordigde hij Zwitserland opnieuw, maar deze keer haalde hij de finish niet. In 2006 won hij een zilveren medaille op de marathon tijdens de EK in Göteborg.
Viktor Röthlin won de marathon van Zürich in 2004 en 2007. In 2004 en 2006 werd hij verkozen tot Zwitsers atleet van het jaar. In 2007 liep hij op de marathon een Zwitsers record van 2:08.20. Op 17 september 2005 won hij de Greifenseelauf in 1:03.23.
Op de WK van 2007 in Osaka kwam Röthlin opnieuw uit op de marathon. Met nog 2,5 km te gaan had hij nog drie lopers voor zich. Hij finishte als derde en behaalde hiermee dus een bronzen medaille. Het jaar 2008 begon hij voortvarend met het winnen van de marathon van Tokio. Met een tijd van 2:07.23 versloeg hij de Japanner Arata Fujiwara (2:08.40) en de Keniaan Julius Gitahi (2:08.57).
Tijdens de EK van 2010 in Barcelona won Viktor Röthlin goud op de marathon. Op de Olympische Spelen van 2012 in Londen finishte hij met een tijd van 2:12.48 op een elfde plaats.

## Titels
- Europees kampioen marathon - 2010
- Zwitsers kampioen 5000 m - 1997, 2001, 2004
- Zwitsers kampioen veldlopen - 1998, 2004
- Zwitsers indoorkampioen 3000 m - 1999

## Persoonlijke records
Baan
| Onderdeel | Prestatie | Datum        | Plaats    |
| --------- | --------- | ------------ | --------- |
| 1500 m    | 3.49,59   | 1995         |           |
| 3000 m    | 8.00,43   | 5 juni 1998  | Boedapest |
| 5000 m    | 13.40,28  | 23 juni 1999 | Kassel    |
| 10.000 m  | 28.22,53  | 1 april 2000 | Lissabon  |

Weg
| Onderdeel      | Prestatie    | Datum            | Plaats              |
| -------------- | ------------ | ---------------- | ------------------- |
| 10 km          | 28.40        | 25 november 2006 | Bazel               |
| 20 km          | 59.47 (NR)   | 12 maart 2000    | Alphen aan den Rijn |
| halve marathon | 1:02.16      | 2 april 2006     | Milaan              |
| 25 km          | 1:15.35      | 17 februari 2008 | Tokio               |
| marathon       | 2:07.23 (NR) | 17 februari 2008 | Tokio               |

## Palmares

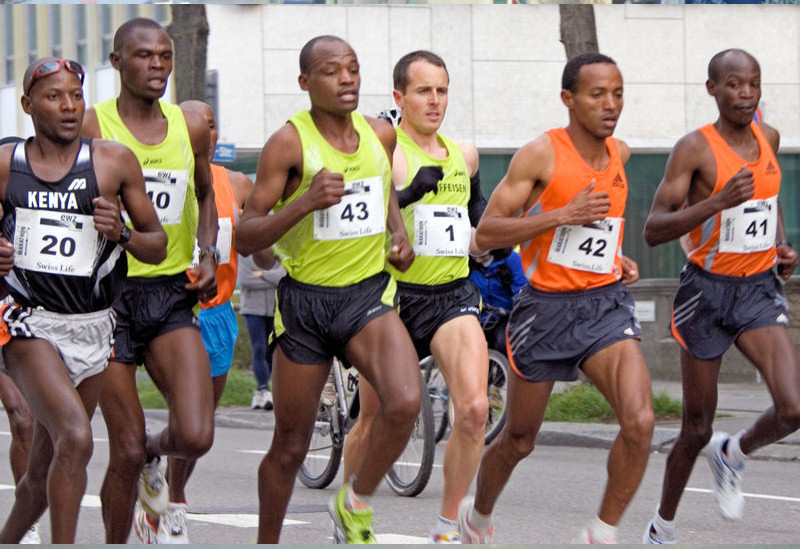
In de kopgroep tijdens de marathon van Zürich 2007

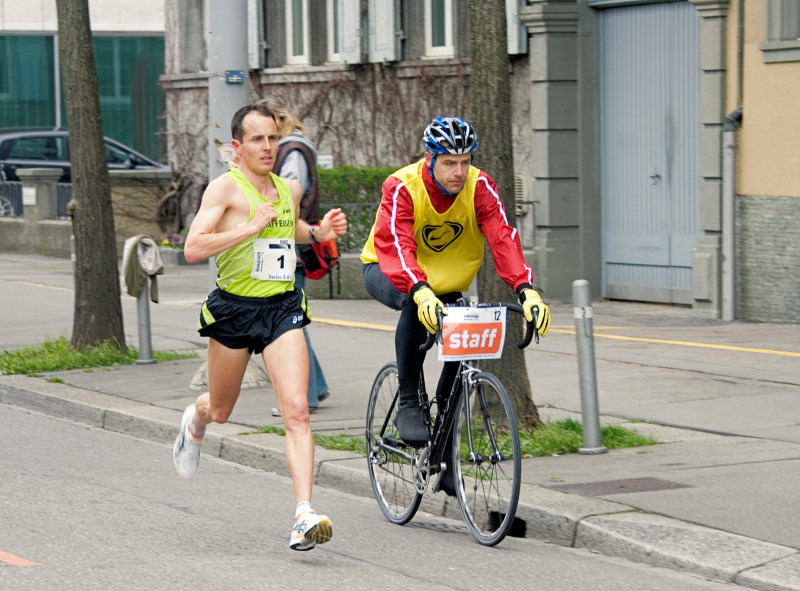
Victor op weg naar zijn overwinning bij de marathon van Zürich 2007

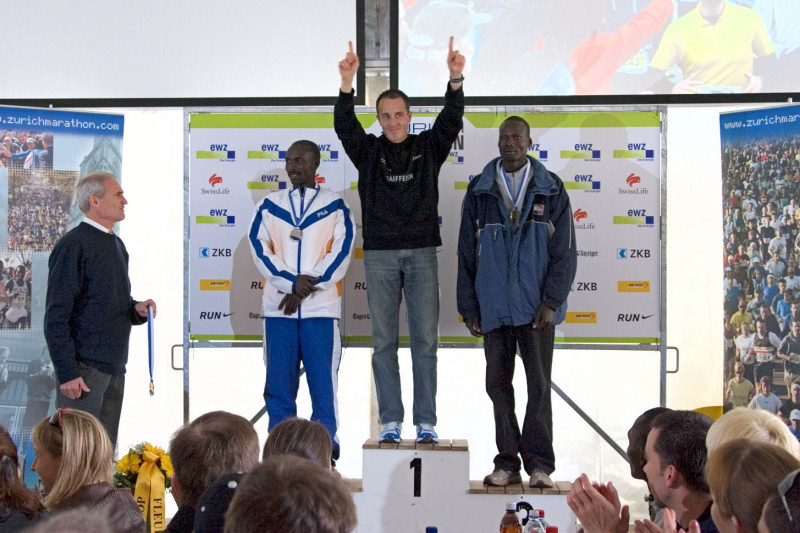
Overwinning bij de marathon van Zürich 2007

### 10.000 m
- 2000: 19e EK
- 2006: 5e Europacup - 28.54,86

### 10 Engelse Mijl
- 2010: 9e Great South Run - 48.43

### 20 km
- 2000: 7e 20 van Alphen - 59,47 (nat. rec.)

### halve marathon
- 1997: 54e WK - 1:03.29
- 1998: 58e WK - 1:04.30
- 2000: 16e halve marathon van Lille (Rijsel) - 1:03.53
- 2001:  halve marathon van Pila - 1:02.47
- 2002: 13e City-Pier-City Loop - 1:03.11
- 2005:  Greifenseelauf - 1:03.29
- 2006: 5e halve marathon van Milaan - 1:02.16
- 2007: 11e halve marathon van New York - 1:04.12
- 2008: 9e halve marathon van Sapporo - 1:02.47
- 2009:  halve marathon van Almeria - 1:03.33
- 2011: 11e halve marathon van Portugal - 1:04.46

### marathon
- 1999: 12e marathon van Hamburg - 2:13.36
- 2000: 20e marathon van Rotterdam - 2:12.53
- 2000: 36e OS - 2:20.06
- 2001: 13e marathon van Rotterdam - 2:12.22
- 2001: 8e marathon van Berlijn - 2:10.54
- 2002: 16e EK - 2:16.16
- 2003:  marathon van Zürich - 2:11.05
- 2003: 14e WK - 2:11.14
- 2004:  marathon van Zürich - 2:09.55
- 2004: DNF OS
- 2005: 4e marathon van Zürich - 2:10.59
- 2005: 7e New York City Marathon - 2:11.44
- 2006:  EK - 2:11.50
- 2007:  marathon van Zürich - 2:08.19
- 2007:  WK - 2:17.25
- 2008:  marathon van Tokio - 2:07.23 (PR)
- 2008: 6e OS - 2:10.35
- 2010:  EK - 2:15.31
- 2011: 10e marathon van Londen - 2:12.44
- 2011: 11e New York City Marathon - 2:12.26
- 2012: 5e marathon van Tokio - 2:08.32
- 2012: 11e OS - 2:11.48
- 2013:  Jungfrau-Marathon - 2:53.21
- 2014: 5e EK - 2:13.07

### veldlopen
- 1992: 53e WK voor junioren - 25.15
- 1997: 168e WK (lange afstand) - 39.10
- 1998: 77e WK (lange afstand) - 37.09
- 2003: 33e WK (korte afstand) - 11.47

## Onderscheidingen
- Zwitsers atleet van het jaar - 2004, 2006, 2007, 2008, 2010

- Gemeinsame Normdatei: 143763970
- World Athletics: 14226451
- International Standard Name Identifier: 0000 0001 1798 733X
- Virtual International Authority File: 168902536
- WorldCat: E39PBJkxKghWWm4qVvh6jQHjYP